# Stephanie Sinclair
Stephanie Sinclair (Miami, 1973) è una fotografa statunitense, fotoreporter che ha lavorato sulle spose bambine e spesso sull'auto suicidio tramite il fuoco.

## Biografia
Sinclair si è laureata in giornalismo all'Università della Florida, specializzandosi in fotografia artistica nel 1998. In seguito iniziò a lavorare per il Chicago Tribune, dove nel 2000 ha partecipato all'inchiesta sui problemi del settore aereo che le è valsa il Premio Pulitzer. Inviata in Iraq per conto del giornale, vi rimase per circa sei anni ed in seguito a Beirut, in Libano, come fotografa freelance. Collabora regolarmente con testate importanti come National Geographic, The New York Times, Time, Newsweek, Stern, Geo e Marie Claire.
Nel 2015 ha vinto il premio Anja Niedringhaus Courage in Photojournalism, creato nel 2015, per ricordare la reporter tedesca uccisa in Iraq dal comandante della polizia afghana.

## Troppo giovane per sposarsi - Too Young To Wed
L'incontro con la questione delle spose bambine avvenne per la prima volta nel 2003 in Afghanistan. Dal 2003 al 2005 Sinclair ha fotografato giovani donne afghane che si erano bruciate oltre alle mutilazioni genitali e gli attacchi con l'acido da parte degli uomini. La maggior parte si era sposata tra i 9 e i 13 anni.

La serie fotografica, Too Young to Wed, esamina "come i bambini continuano a essere costretti a sposarsi in più di 50 paesi in tutto il mondo". Il progetto è il risultato di quindici anni di lavoro in Afghanistan, Nepal, Etiopia, India, Nigeria, Guatemala e Yemen.
Nel 2017, il lavoro di Sinclair sui matrimoni precoci è stato esposto in occasione dell'inaugurazione dell'Arche du Photojournalisme, una galleria d'avanguardia che si trova in cima alla Grande Arco de La Défense di Parigi. Organizzata dal direttore di Visa pour l'Image Jean-François Leroy, la mostra presentava 175 immagini iconiche di Sinclair, oltre a sei cortometraggi e materiale educativo sui matrimoni precoci a livello globale. Il 65% delle immagini presentate non erano mai state esposte. Lo spettacolo ha onorato la documentazione di Sinclair sui matrimoni precoci in 10 paesi in 15 anni.
Nel 2017 ha esposto anche nella collettiva "Women photograph women" presso il Centro Internazionale di Fotografia di Palermo in una mostra organizzata da Letizia Battaglia.